# ناتاليا كوروستيليوفا
ناتاليا سيرجيفنا كوروستليوفا (الروسية: Ната́лья Серге́евна Коростелёва ؛ ولدت في 4 أكتوبر 1981 في تشوسوفوي ، بيرم كراي) لاعبة متزلجة عبر الضاحية روسية تنافست منذ عام 2002. فازت بالميدالية البرونزية في حدث العدو السريع للفريق في دورة الألعاب الأولمبية الشتوية لعام 2010 في فانكوفر.

## روابط خارجية
- ناتاليا كوروستيليوفا في الاتحاد الدولي للتزلج على الثلوج